# Leontine Kühnberg

Leontine Kühnberg auf einer Fotografie von Wilhelm Willinger

Leontine Kühnberg (eigentlich Leontine Chimberg; 9. September 1889 in Berlin – nach 1930) war eine deutsche Theater- und Stummfilmschauspielerin.

## Leben und Wirken
Die Tochter des jüdischen Kaufmanns Emil Chimberg und seiner Frau Heni, geb. Lastu, ist ab 1908 als Theaterschauspielerin nachweisbar. Zeitweilig gehörte sie dem Ensemble des Deutschen Theaters von Max Reinhardt an.
Kurz vor Ausbruch des Ersten Weltkriegs begann sie zu filmen. Anerkennung brachte ihr die Mitwirkung in zwei Sudermann-Verfilmungen, Die Geschichte der stillen Mühle (1914) und Der Katzensteg (1915). Bereits 1920 beendete sie ihre Filmtätigkeit.
Zu Jahresbeginn 1921 heiratete sie in Wien den Kaufmann und Filmproduzenten Ludwig Schwarz, für dessen Neos-Film GmbH sie zuvor dreimal in Hauptrollen vor der Kamera gestanden hatte. Das Ehepaar lebte in den folgenden Jahren in den Berliner Stadtbezirken Wilmersdorf und Charlottenburg, wo Ludwig Schwarz eine Großfabrikation für Strumpfwaren betrieb. 1930 war Leontine Kühnberg Inhaberin des kurzlebigen Verlages Buchkultur, den sie gemeinsam mit ihrem Mann betrieb.
Über ihr späteres Schicksal liegen derzeit keine gesicherten Angaben vor. 1970 wurde Leontine Kühnberg beim Amtsgericht Schöneberg für tot erklärt, wobei als amtlicher Todestag der 31. Dezember 1945 festgelegt wurde. Ihr letzter Aufenthaltsort war vermutlich Warschau, sodass von einem gewaltsamen Tod der nach NS-Rassenlehre als „Volljüdin“ geltenden Schauspielerin ausgegangen werden muss – möglicherweise im Zusammenhang mit dem Warschauer Ghetto. Ihr Ehemann war bereits 1962 für tot erklärt worden.
Der Schriftsteller Ernst Birnbaum war ein Cousin Leontine Kühnbergs.

## Filmografie
- 1913: Der schwarze Pierrot
- 1914: Die Geschichte der stillen Mühle
- 1915: Der Katzensteg
- 1915: Ein Erbe wird gesucht
- 1915: Pension Lampel
- 1915: So rächt sich die Sonne
- 1916: Das lebende Rätsel
- 1916: Seine letzte Maske
- 1916: Zirkusblut
- 1917: Das Verhängnis einer Nacht
- 1917: Der Spion
- 1917: Des Goldes Fluch
- 1917: Die Welt nur eine Stimmung. Illusion der Liebe
- 1917: Es gibt nur Eins auf der Welt, das ewig ist – die Liebe
- 1917: Es werde Licht!, 1. Teil
- 1917: Lumpengrete
- 1918: Das Mädchen vom Kaufhaus X
- 1918: Der Narr hat sie geküßt
- 1918: Die goldene Mumie
- 1918: Die Heimatlosen
- 1918: Die letzte Liebesnacht der Inge Tolmein
- 1918: Im Zeichen der Schuld
- 1918: Maria Magdalena
- 1919: Am Kreuzweg der Leidenschaften
- 1919: Die Kupplerin
- 1919: Die Tragödie der Manja Orsan
- 1919: Kinder der Landstraße
- 1919: Wehrlose Opfer
- 1920: Die silberne Fessel
- 1920: Im Schuldbuch des Hasses
- 1920: Judith Trachtenberg
- 1920: Moral
- 1920: Das Haus zum Mond
- 1920: Der zeugende Tod